# دوري جرينلاند لكرة القدم 1982
دوري جرينلاند لكرة القدم 1982 هو موسم من دوري جرينلاند لكرة القدم. فاز فيه Nagdlunguaq-48 ‏.